# Kees Meijboom
Jan Cornelis (Kees) Meijboom/Meyboom (Oldemarkt, 9 april 1910 – Bilthoven, 11 februari 1982) was een Nederlands politicus van de Liberale Staatspartij.
Hij werd geboren als zoon van de notaris Wouterus Albertus Meijboom (1869-1926) en 
Jannetje Hendrika den Breejen (1870-1955). In 1933 trad hij in dienst bij het departement van Binnenlandse Zaken waar hij eerst werkzaam was bij de afdeling 'Werkverschaffing en Steunverleening' en daarna bij de afdeling 'Binnenlandsch Bestuur'. In november 1939 werd Meijboom benoemd tot burgemeester van Diever. Daarnaast was hij vanaf eind 1941 bijna een jaar waarnemend burgemeester van Vledder. In april 1944 dook hij onder na de opdracht te hebben gekregen om arbeidskrachten aan te wijzen om te helpen bij het nieuwe Duits militaire vliegveld in Havelte. De NSB'er Pier Obe Posthumus werd daarop in Diever eerst benoemd tot waarnemend burgemeester en daarna als burgemeester. In april 1945 keerde Meijboom terug als burgemeester van Diever. In mei 1975 ging hij met pensioen en begin 1982 overleed hij op 71-jarige leeftijd.